# Woodburn (Iowa)
Woodburn – miasto w Stanach Zjednoczonych, w stanie Iowa, w hrabstwie Clarke. W 2000 liczyło 244 mieszkańców.